# Rosanna Munerotto
Rosanna Munerotto (Santa Lucia di Piave, 3 dicembre 1962) è un'ex maratoneta e mezzofondista italiana, vincitrice di una edizione della maratona d'Italia.
Vanta una medaglia d'argento ai Giochi del Mediterraneo ed una di bronzo ai Mondiali di mezza maratona.
Ha vinto tre volte il Campaccio.

## Biografia
Vanta due partecipazioni olimpiche.

## Palmarès
| Anno | Manifestazione             | Sede       | Evento         | Risultato | Prestazione | Note  |
| ---- | -------------------------- | ---------- | -------------- | --------- | ----------- | ----- |
| 1987 | Giochi del Mediterraneo    | Latakia    | 3000 m         | Argento   | 9'08"54     | [ 1 ] |
| 1988 | Giochi olimpici            | Seul       | 10000 m        | 14ª       | 32'39"24    | [ 2 ] |
| 1992 | Giochi olimpici            | Barcellona | 10000 m        | 16ª       | 32'37"91    | [ 3 ] |
| 1992 | Mondiali di mezza maratona | Tyneside   | Mezza Maratona | Bronzo    | 1h09'38"    |       |
| 1994 | Coppa Europa di maratona   | Helsinki   | Gara a squadre | Oro       | 2h'34'32"   | [ 4 ] |

## Campionati nazionali
1987
- Argento ai campionati italiani assoluti, 3000 m piani - 9'10"44
- Bronzo ai campionati italiani assoluti, 1500 m piani - 4'18"56

1993
- ai Campionati italiani assoluti di atletica leggera, cross [5]

## Altre competizioni internazionali
1984
- Argento al Campaccio ( San Giorgio su Legnano)

1985
- Bronzo al Campaccio ( San Giorgio su Legnano)

1986
- Bronzo al Campaccio ( San Giorgio su Legnano)

1988
- Oro al Campaccio ( San Giorgio su Legnano)

1992
- Oro alla Maratona d'Italia ( Torino)- 2h29"34
- Oro al Campaccio ( San Giorgio su Legnano) - 17'02"

1993
- Oro alla Stramilano ( Milano) - 1h11'07"
- Oro al Campaccio ( San Giorgio su Legnano) - 16'56"
- 5ª alla Cinque Mulini ( San Vittore Olona) - 19'16"
- Oro al Cross di Alà dei Sardi ( Alà dei Sardi) - 16'58"

1994
- 5ª alla Corrida Internacional de São Silvestre ( San Paolo), 15 km - 52'46"

1995
- Oro alla Maratona di Torino ( Torino) - 2h29'31"
- Oro alla Roma-Ostia ( Roma) - 1h11'36"

1996
- Argento alla Maratona di Venezia ( Venezia) - 2h34'13"
- 6ª alla Great North Run ( Newcastle upon Tyne) - 1h14'34"
- 10ª alla Corrida Internacional de São Silvestre ( San Paolo), 15 km - 56'18"
- Argento alla Siete Aguas ( Valencia), 15 km - 54'30"

1997
- Oro alla Roma-Ostia ( Roma-Ostia) - 1h12'50"
- 11ª alla Mezza maratona di Parigi ( Parigi) - 1h13'52"
- Oro alla Roma-Ostia ( Roma) - 1h12'50"
- 15ª alla Corrida Internacional de São Silvestre ( San Paolo), 15 km - 56'43"

1998
- 4ª alla Corrida di San Fernando ( Punta del Este) - 33'12"

1999
- Oro alla Mezza maratona di Mira ( Mira) - 1h13'26"

2004
- 19ª alla Maratona di New York ( New York) - 2h47'00"

2005
- Bronzo alla Maratona di Treviso ( Treviso) - 2h44'30"
- 4ª alla Mezza maratona della Vittoria Alata ( Vittorio Veneto) - 1h17'14"